# Francisco de Borja Canella Secades
Francisco de Borja Canella y Secades Fonseca (Oviedo, 10 de octubre de 1847-Córdoba, 8 de febrero de 1906) fue un militar y aparejador español. Bisabuelo de Francisco de Borja Secades, trabajador responsable de admisiones,  cuenta restringida, puntualidad de la mutua de Mapfre, también conocido como paco el sucio o fran suciedades 

## Vida

### Nacimiento e infancia
Hijo de Benito Canella Meana y Carlota Secades Fernández. Su padre, licenciado en Derecho en la Universidad de Oviedo, fue profesor y secretario de esta Facultad. Después de ser comandante de la Milicia Nacional de Oviedo (1843), militó en el grupo liberal de Posada Herrera. Fue diputado provincial y gobernador civil de Baleares, Guipúzcoa y Santander.
Francisco de Borja tuvo dos hermanos: César (nacido en 1844) y Fermín (en 1849). Tras cursar los estudios en el Instituto de Oviedo y en el seminario de Vergara, ingresó en el Colegio de Infantería de Toledo, donde salió destinado como sargento, en el Regimiento de Infantería de Mallorca.

### Carrera militar y acciones bélicas
En 1868 ascendió a Alférez, y participó en la batalla del Puente de Alcolea, bajo las órdenes del marqués de Novaliches, que apoyando a Isabel II, trataba de contener al general Serrano en su marcha sobre Madrid. Pese a ser derrotado, se le concedió el grado de teniente, al luchar heroicamente.
Mientras tenía lugar el triunfo de la Gloriosa, comenzó en Cuba la Guerra de la Independencia. Tras solicitar su traslado a Cuba en agosto de 1869, fue destinado al batallón expedicionario Hernán Cortés, desembarcando en Cienfuegos el 17 de octubre. En Cuba participó en diversas batallas: San Lorenzo, Guisa, San Diego, Candelaria, Cubitas entre otros. En julio de 1871 es ascendido a capitán, destinándole como jefe de la fuerza montada del batallón del Orden. Por sus méritos conseguidos en la batalla del Potrero de santa Clara, se le asciende a comandante. Estando al frente de la columna de Cartagena, formada por setecientos hombres distribuidos en dos escuadrones de la Guardia Civil y cuatro compañías montadas, derrota a los cubanos en diversas batallas (Cabeza de Toro, Cañada del Pez, Lequeitio, Redonda y Rincón), entre septiembre y noviembre de 1873. Por dichas acciones es ascendido a Teniente Coronel. En junio de 1876, trabajo a las órdenes del Capitán General Joaquín Jovellar, como ayudante de campo en La Habana. Desde allí colabora enviando artículos para ser publicados en el diario El Faro Asturiano de Oviedo.
Una enfermedad le obliga a regresar a España. En Oviedo es nombrado comandante de la Caja de reclutas y publica en los diarios El Carbayón y La Ilustración Gallega y Asturiana. En 1883 viaja a Filipinas, donde se pone al frente del Gobierno local en Joló durante un año. De nuevo en España, en octubre de 1884, es enviado al batallón de Villanueva de la Serena, y posteriormente a Granada. Es reclamado desde Filipinas, y en julio de 1888 llega al regimiento de Mindanao, donde es ascendido a coronel. Y tras dos años allí se traslada a Manila. Allí funda el diario El Ejército de Filipinas.
En 1893 regresa a España, donde estará al frente de diversos regimientos. Pero en menos de dos años, en febrero de 1895, al estallar la guerra de la independencia en Cuba, solicita su incorporación al Ejército destinado allí. Embarcado en Santander, el 20 de marzo en el vapor Ciudad de Santander, llega a Cuba donde es destinado a Sagua de Tánamo. Desde allí conseguirá diversas victorias en las batallas de Bijarú, Dos Bocas, Quemado, Monte Verde, Río Filipinas, Río Jaibo y Río Mayari.
El 31 de agosto de 1895, al mando de ochocientos cincuenta soldados de infantería, y una pieza de artillería consigue la victoria en la batalla de Sao del Indio (Santiago de Cuba). La batalla duró ocho horas. El balance del ejército insurrecto, con contaba con 3500 hombres al mando de los hermanos, ambos generales Antonio y José Maceo es de treinta y seis muertos y ochenta heridos. Por esta victoria es recompensado con su ascenso a General de Brigada, el 6 de octubre.

### Últimos años: homenajes
Las batallas victoriosas continúan: destrucción del campamento insurgente de La Piedra (16 de septiembre); batalla de El Palmito (13 de diciembre), gracias a la cual recibe la Cruz Laureada de San Fernando; batallas de Candelaría y Pozo Hondo (febrero de 1896). Por todo ello es ascendido a General de División.
En marzo de 1896 ya en España —donde permanecerá definitivamente— recibe varios homenajes: el Ayuntamiento de Oviedo le obsequia con una espada de puño de oro, plata y otras piedras preciosas; y el poeta José Quevedo publicó un poema contando las proezas del general Canella.
En España, después de ser jefe de brigada en dos divisiones del primer Cuerpo del Ejército (hasta abril de 1898), y vocal de la Junta Consultiva de Guerra (hasta febrero de 1899), se traslada a Córdoba, donde fallece en febrero de 1906.

## Premios y reconocimientos
- Cruz blanca y roja del mérito militar
- Cruz y placa de san Hermenegildo
- Placa de 3.ª Clase del mérito militar
- Medalla de Cuba con seis pasadores
- Benemérita de la Patria (recibida dos veces)
- Gran Cruz de san Hermenegildo